# Reino Ragnar Lehto
Reino Ragnar Lehto (2. května 1898, Turku – 13. července 1966, Helsinky) byl finský politik a úředník, v letech 1963–1964 premiér Finska.
Vystudoval práva a v letech 1922–1932 byl advokátem v rodném Turku. Poté pracoval ve státní správě, mj. pro ministerstvo průmyslu a obchodu. Tam se nakonec stal stálým tajemníkem, což je nejvyšší úřední funkce. Tuto funkci zastával 28 let. Roku 1963 byl vybrán, aby vedl úřednickou vládu. Poté se stal guvernérem kraje Uusimaa.